# Zhou Mingzhen
Zhou Mingzhen bzw. Chow Minchen (chinesisch 周明镇, Pinyin Zhōu Míngzhèn; * 9. November 1918; † 4. Januar 1996) war ein chinesischer Wirbeltier-Paläontologe und Geologe.
Zhou machte seinen Abschluss 1943 an der Universität von Chongqing und machte 1948 an der University of Miami seinen Master-Abschluss. 1950 wurde er an der Lehigh University promoviert. Nachdem er nach China zurückgekehrt war, forschte er am Institut für Wirbeltier-Paläontologie und Paläoanthropologie der Chinesischen Akademie der Wissenschaften in Peking und Kurator am Naturhistorischen Museum in Peking.
Zhou spezialisierte sich auf die frühe Säugetierfauna des Tertiär und entdeckte als Erster Säugerfunde aus dem Paläozän in China. Er beschäftigte sich neben seiner paläontologischen Tätigkeit auch mit der Geschichte der Paläontologie in China; so schrieb er etwa über den Ablauf der Erforschung des Homo erectus von Zhoukoudian.
Er war seit 1980 Mitglied der Chinesischen Akademie der Wissenschaften und erhielt 1993 die Romer-Simpson-Medaille, eine hohe Auszeichnung in der Wirbeltier-Paläontologie. 1979 wurde er zum Direktor der Mammalogical Society of China gewählt, die sich der Förderung der Säugetierkunde (Mammalogie) in China widmet. 1979 wurde er Ehrenmitglied der Society of Vertebrate Paleontology.
Er war mit Chai Meichen (1917–1993) verheiratet, das Paar hatte zwei Kinder.